# Didier Mené
Didier Mené, né le 30 mars 1964 à Prades et mort le 26 mai 2023 à Carry-le-Rouet, est un arbitre international de rugby à XV.  
Didier Mené est président de la Commission centrale des arbitres de 2009 à 2016.

## Biographie
Didier Mené naît le 30 mars 1964 à Prades, dans les Pyrénées-Orientales.
De 1984 à 1987, il est étudiant à l'École nationale supérieure de génie chimique (ENSIGC) à Toulouse. Pour dépanner, dans le cadre de rencontres du sport universitaire, il arbitre un match de rugby, alors qu'il n'a jamais joué au rugby (il a joué au basket-ball). Il fait vite un apprentissage qui le conduit à un premier match en 1986 (Colomiers / Decazeville, en cadets), à officier en troisième division en 1987, en deuxième division l'année suivante, en groupe B un an après avant de diriger son premier match dans l'élite entre Romans et Colomiers en 1991-1992.
Il devient arbitre international en 1994. Son premier match international oppose les équipes d'Argentine et des États-Unis en juin 1994. Le premier test match important qu'il arbitre oppose les équipes du Pays de Galles et d'Afrique du Sud en novembre 1994.
Il arbitre son premier match du Tournoi des Cinq Nations à trente ans pour une rencontre opposant l'équipe du pays de Galles à l'équipe d'Angleterre. C'est un record de précocité pour un arbitre français.

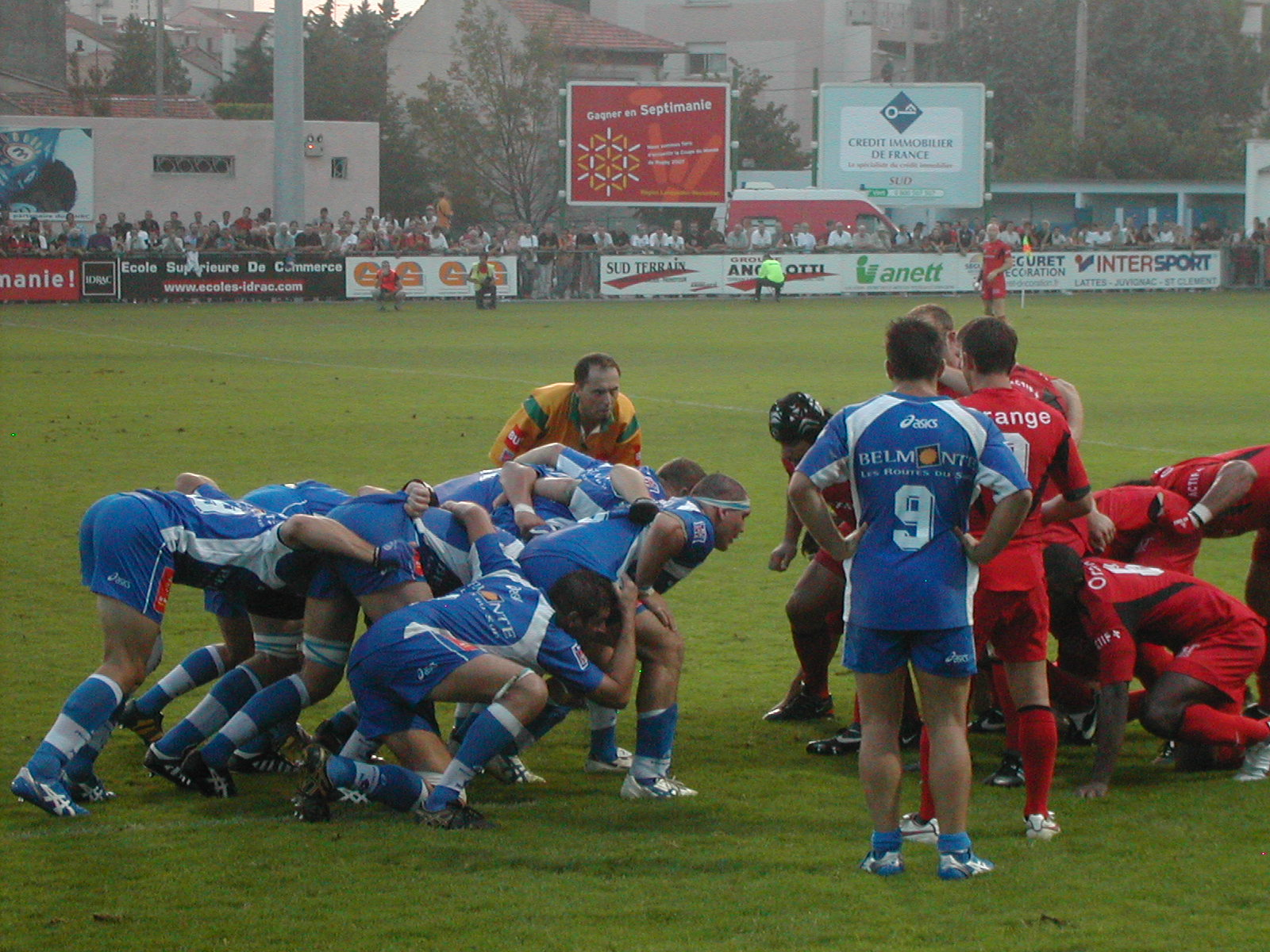
Didier Mené, en 2005, arbitrant Montpellier Hérault rugby - Stade toulousain.

Didier Mené arbitre notamment trois finales du Championnat de France de rugby à XV en 2000, 2002 et 2006.  
Didier Mené est membre du comité directeur de la Fédération française de rugby de 2008 à 2016. Il succède en 2009 à René Hourquet comme président de la Commission centrale des arbitres.
En novembre 2016, il est de nouveau membre de la liste menée par Pierre Camou, président sortant, pour intégrer le comité directeur de la FFR. Lors de l'élection du nouveau comité directeur, le 3 décembre 2016, la liste menée par Bernard Laporte obtient 52,6 % des voix, soit 29 sièges, contre 35,28 % des voix pour Pierre Camou (6 sièges) et 12,16 % pour Alain Doucet (2 sièges). Didier Mené n'est pas élu au sein du comité directeur. Le 13 décembre 2016, il est limogé de son poste de président de la Commission centrale des arbitres,. Bernard Laporte et son équipe choisissent de supprimer cette commission et de confier ses prérogatives à la direction technique nationale de l'arbitrage.
Quatre ans plus tard, il est candidat pour réintégrer le comité directeur de la FFR. Il est présent en 28e position sur la liste menée par Florian Grill et qui s'oppose à Bernard Laporte. La liste obtient 9 sièges et Didier Mené n'est donc pas élu au sein du comité directeur. Un mois plus tard, il est candidat à la présidence de la Ligue régionale Provence Alpes Côte d'Azur de rugby face au président sortant Henri Mondino. La liste du président sortant remporte les élections avec 88 % des voix et obtient 31 sièges sur 32. Didier Mené est le seul membre de sa liste à intégrer le comité directeur. Il se présente de nouveau pour présider la ligue en juin 2022 après la démission d'Henri Mondino. Il ne recueille que 12,5 % de voix.
Didier Mené meurt le 26 mai 2023 à Carry-le-Rouet à l'âge de 59 ans à la suite d'un malaise cardiaque.

## Palmarès d'arbitre
- 12 matchs internationaux dirigés de 1994 à 2001[réf. nécessaire]
- premier match en 1986 (Colomiers/Decazeville, en cadets)[réf. nécessaire]
- premier match en première division en janvier 1992 (Graulhet/Romans Péage)[réf. nécessaire]
- dernier match en première division en février 2009 (Stade toulousain/ASM Clermont)[réf. nécessaire]